# Kurt Ebhardt
Kurt Wolfgang Ebhardt (* 23. September 1890 in Strasburg in Westpreußen; † nach 1936) war ein preußischer Verwaltungsjurist und Landrat im Kreis Greifswald.

## Leben
Ebhardt begann seinen beruflichen Werdegang im Jahr 1920 als Gerichtsassessor und wirkte dann in der Reichsschatzverwaltung. 1921 war er Leiter des Reichsvermögensamtes in Krefeld. Ab 1924 wirkte er als Referent in der Reichsvermögensverwaltung für die besetzten rheinischen Gebiete in Koblenz. 1930 war er Referent in der Präsidialstelle im Landesfinanzamt Stettin. Ebhardt wurde zum Regierungsrat befördert und amtierte ab dem 25. März 1933 als kommissarischer Landratsamtsverwalter in Greifswald und wurde am 1. September 1933 zum Landrat ernannt. 1936 wirkte er am Oberpräsidium Niederschlesien und war später als Oberregierungsrat sowie stellvertretender Vizepräsident am Oberpräsidium Brandenburg tätig.
Ebhardt heiratete 1930 Elisabeth Sanft, geborene Bielitz (* 5. Juli 1906 in Mühlhausen im Elsaß).